# Genoa Cricket and Football Club 2014-2015
Questa voce raccoglie le informazioni riguardanti il Genoa Cricket and Football Club nelle competizioni ufficiali della stagione 2014-2015.

## Stagione
L'inizio del campionato 2014-15 vide il Genoa conquistare 8 punti nelle prime 6 giornate, perdendo tra l'altro il derby del 28 settembre. I rossoblù assunsero tuttavia un'andatura più veloce in autunno, a cominciare dalle vittorie esterne con Parma e Chievo; negli annali rimase inoltre l'affermazione casalinga contro la Juventus, giunta nel recupero e che segnò - per i bianconeri - la fine di un'imbattibilità durata 7 mesi e 16 partite di Campionato.
Il Grifone si ritrovò addirittura a competere per il terzo e quarto posto, sconfiggendo anche l'Udinese (4-2 in trasferta) e il Milan (1-0, risultato che coincise con la centesima vittoria di Gasperini). La compagine ligure figurò settima al giro di boa, potendo comunque vantare un margine di 2 punti rispetto alle più quotate milanesi. Malgrado un'altalenanza di rendimento che caratterizzò l'inverno, alla sosta di marzo il Genoa risultò avere gli stessi punti dell'Inter (37) con un minor numero di gare disputate.
In primavera, la formazione genovese riaccese le speranze di qualificazione all'Europa League: a fare da contraltare agli accadimenti sportivi furono però quelli giudiziari, in quanto la presentazione dei documenti oltre il termine utile indusse l'UEFA a non concedere la licenza necessaria per l'iscrizione alle coppe continentali. Sul campo, la squadra continuò comunque a lottare fino all'ultimo: importante, in termini di classifica, fu la vittoria contro l'Inter (3-2) grazie anche alla quale il Grifone si posizionò sesto. La conquista dell'Europa (maturata grazie al piazzamento) rimase tuttavia soltanto teorica, poiché il ricorso presentato per ottenere la licenza non venne accolto: il posto in coppa, corrispondente all'ingresso nel terzo turno preliminare di Europa League, fu quindi assegnato alla rivale Sampdoria che si era classificata settima.

## Divise e sponsor
| Casa | Trasferta |

## Rosa
Rosa e numerazione aggiornate al 31 gennaio 2015.
| N. |                      | Ruolo | Calciatore                |
| -- | -------------------- | ----- | ------------------------- |
| 1  | Italia (bandiera)    | P     | Mattia Perin              |
| 2  | Francia (bandiera)   | D     | Alassane També            |
| 3  | Italia (bandiera)    | D     | Luca Antonini             |
| 4  | Francia (bandiera)   | D     | Sebastian De Maio         |
| 5  | Italia (bandiera)    | D     | Armando Izzo              |
| 8  | Argentina (bandiera) | D     | Nicolás Burdisso          |
| 9  | Cile (bandiera)      | A     | Mauricio Pinilla          |
| 10 | Argentina (bandiera) | C     | Diego Perotti             |
| 11 | Francia (bandiera)   | A     | M'Baye Niang              |
| 13 | Italia (bandiera)    | D     | Luca Antonelli (capitano) |
| 14 | Argentina (bandiera) | D     | Facundo Roncaglia         |
| 15 | Italia (bandiera)    | D     | Giovanni Marchese         |
| 16 | Belgio (bandiera)    | A     | Maxime Lestienne          |
| 18 | Grecia (bandiera)    | C     | Ioannis Fetfatzidis       |
| 18 | Marocco (bandiera)   | D     | Zakarya Bergdich          |
| 19 | Italia (bandiera)    | C     | Leandro Greco             |
| 19 | Italia (bandiera)    | A     | Leonardo Pavoletti        |

| N. |                       | Ruolo | Calciatore         |
| -- | --------------------- | ----- | ------------------ |
| 20 | Argentina (bandiera)  | C     | Tino Costa         |
| 21 | Brasile (bandiera)    | C     | Edenílson          |
| 22 | Argentina (bandiera)  | C     | Mario Santana      |
| 22 | Italia (bandiera)     | A     | Marco Borriello    |
| 23 | Italia (bandiera)     | P     | Eugenio Lamanna    |
| 24 | Spagna (bandiera)     | C     | Iago Falqué        |
| 32 | Italia (bandiera)     | A     | Alessandro Matri   |
| 33 | Slovacchia (bandiera) | C     | Juraj Kucka        |
| 38 | Italia (bandiera)     | C     | Rolando Mandragora |
| 39 | Italia (bandiera)     | P     | Daniele Sommariva  |
| 41 | Italia (bandiera)     | D     | Lorenzo Ariaudo    |
| 69 | Italia (bandiera)     | C     | Stefano Sturaro    |
| 87 | Italia (bandiera)     | D     | Aleandro Rosi      |
| 88 | Venezuela (bandiera)  | C     | Tomás Rincón       |
| 91 | Italia (bandiera)     | C     | Andrea Bertolacci  |
| 92 | Argentina (bandiera)  | C     | Franco Mussis      |
| 93 | Uruguay (bandiera)    | C     | Diego Laxalt       |

## Calciomercato

### Sessione invernale(dal 5/1 al 2/2)
| Acquisti | Acquisti           | Acquisti      | Acquisti   |
| R.       | Nome               | da            | Modalità   |
| -------- | ------------------ | ------------- | ---------- |
| D        | Lorenzo Ariaudo    | Sassuolo      | prestito   |
| D        | Alassane Tambè     | KV Kortrijk   | definitivo |
| D        | Zakarya Bergdich   | Valladolid    | prestito   |
| C        | Diego Laxalt       | Inter         | prestito   |
| C        | Tino Costa         | Spartak Mosca | prestito   |
| A        | Leonardo Pavoletti | Sassuolo      | prestito   |
| A        | M'Baye Niang       | Milan         | prestito   |
| A        | Marco Borriello    | Roma          | prestito   |

| Cessioni | Cessioni            | Cessioni      | Cessioni                         |
| R.       | Nome                | a             | Modalità                         |
| -------- | ------------------- | ------------- | -------------------------------- |
| D        | Luca Antonelli      | Milan         | prestito con obbligo di riscatto |
| D        | Aleandro Rosi       | Fiorentina    | prestito                         |
| C        | Ioannis Fetfatzidis | Chievo        | prestito                         |
| C        | Leandro Greco       | Hellas Verona | prestito                         |
| C        | Franco Mussis       | San Lorenzo   | definitivo                       |
| C        | Stefano Sturaro     | Juventus      | definitivo                       |
| A        | Mauricio Pinilla    | Atalanta      | prestito                         |
| A        | Alessandro Matri    | Juventus      | prestito gratuito                |
| A        | Mario Santana       | Frosinone     | prestito                         |

## Risultati

### Girone di andata
| Arbitro: | Banti (Livorno) |

|             |           |                             |
| Pinilla 40’ | Marcatori | 3’ Callejón 90+5’ de Guzmàn |

| Firenze 14 settembre 2014, ore 15:00 CEST 2ª giornata | Fiorentina     | 0 – 0 | Genoa | Stadio Artemio Franchi\| Arbitro: \| Orsato (Schio) \| |
| Arbitro:                                              | Orsato (Schio) |       |       |                                                        |

| Arbitro: | Guida (Torre Annunziata) |

|             |           |  |
| Pinilla 87’ | Marcatori |  |

| Arbitro: | Tommasi (Bassano del Grappa) |

|                           |           |                |
| Tachtsidis 52’ Ioniță 65’ | Marcatori | 35’, 48’ Matri |

| Arbitro: | Damato (Barletta) |

|  |           |                |
|  | Marcatori | 75’ Gabbiadini |

| Arbitro: | Doveri (Roma) |

|          |           |                         |
| Coda 67’ | Marcatori | 53’ Perotti 90+3’ Matri |

| Arbitro: | Cervellera (Taranto) |

|                |           |             |
| Bertolacci 14’ | Marcatori | 77’ Tonelli |

| Arbitro: | Di Bello (Brindisi) |

|               |           |                       |
| Zukanović 36’ | Marcatori | 72’ Matri 84’ Pinilla |

| Arbitro: | Mazzoleni (Bergamo) |

|                |           |  |
| Antonini 90+4’ | Marcatori |  |

| Arbitro: | Irrati (Firenze) |

|                         |           |                                             |
| Di Natale 1’ Widmer 41’ | Marcatori | 21’ Marchese 25’ Falque 54’ Matri 87’ Kucka |

| Arbitro: | Peruzzo (Schio) |

|            |           |                       |
| Farias 16’ | Marcatori | 53’ (aut.) Rossettini |

| Arbitro: | Fabbri (Ravenna) |

|               |           |           |
| Antonelli 30’ | Marcatori | 7’ Dybala |

| Arbitro: | Russo (Avellino) |

|  |           |                                        |
|  | Marcatori | 4’ Matri 7’ Antonelli 43’ (aut.) Volta |

| Arbitro: | Tagliavento (Terni) |

|               |           |  |
| Antonelli 32’ | Marcatori |  |

| Arbitro: | Banti (Livorno) |

|  |           |                |
|  | Marcatori | 40’ Nainggolan |

| Arbitro: | Tommasi (Bassano del Grappa) |

|          |           |            |
| Glik 63’ | Marcatori | 42’ Falquè |

| Arbitro: | Irrati (Firenze) |

|                             |           |                            |
| Falque 51’ (rig.) Matri 69’ | Marcatori | 37’ Zappacosta 49’ Moralez |

| Arbitro: | Russo (Avellino) |

|                                  |           |          |
| Palacio 12’ Icardi 39’ Vidic 88’ | Marcatori | 85’ Izzo |

| Arbitro: | Giacomelli (Trieste) |

|                              |           |                                |
| Falquè 25’ Fetfatzidīs 90+3’ | Marcatori | 19’, 69’ Berardi 50’ Missiroli |

### Girone di ritorno
| Arbitro: | Calvarese (Teramo) |

|                        |           |            |
| Higuaín 8’, 75’ (rig.) | Marcatori | 56’ Falque |

| Arbitro: | Rizzoli (Bologna) |

|                       |           |                  |
| Tătărușanu 14’ (aut.) | Marcatori | 54’ G. Rodríguez |

| Arbitro: | Gervasoni (Mantova) |

|  |           |                    |
|  | Marcatori | 29’ (rig.) Perotti |

| Arbitro: | Damato (Barletta) |

|                                                               |           |               |
| Agostini 10’ (aut.) Niang 13’, 30’ Bertolacci 66’ Perotti 86’ | Marcatori | 21’, 58’ Toni |

| Arbitro: | Rocchi (Firenze) |

|          |           |            |
| Éder 19’ | Marcatori | 17’ Falque |

| Arbitro: | Gavillucci (Latina) |

|                          |           |  |
| Falque 16’ Pavoletti 76’ | Marcatori |  |

| Arbitro: | Maresca (Napoli) |

|           |           |           |
| Barba 66’ | Marcatori | 27’ Niang |

| Arbitro: | Doveri (Roma) |

|  |           |                   |
|  | Marcatori | 49’, 68’ Paloschi |

| Arbitro: | Di Bello (Brindisi) |

|           |           |  |
| Tevez 25’ | Marcatori |  |

| Arbitro: | Mazzoleni (Bergamo) |

|             |           |             |
| De Maio 19’ | Marcatori | 68’ Thereau |

| Arbitro: | Russo (Avellino) |

|                      |           |  |
| Niang 52’ Falque 58’ | Marcatori |  |

| Arbitro: | Cervellera (Taranto) |

|               |           |            |
| Čočev 9’, 30’ | Marcatori | 52’ Falque |

| Arbitro: | Peruzzo (Schio) |

|                                                   |           |               |
| Bertolacci 37’ Perotti 45+3’ (rig.) Pavoletti 53’ | Marcatori | 69’ Carbonero |

| Arbitro: | Giacomelli (Trieste) |

|           |           |                                              |
| Mexès 66’ | Marcatori | 37’ Bertolacci 49’ Niang 90+3’ (rig.) Falque |

| Arbitro: | Damato (Barletta) |

|                            |           |  |
| Doumbia 35’ Florenzi 90+3’ | Marcatori |  |

| Arbitro: | Orsato (Schio) |

|                                                                 |           |                 |
| Falque 18’ Tino Costa 69’, 90+5’ Bertolacci 87’ Pavoletti 90+2’ | Marcatori | 61’ El Kaddouri |

| Arbitro: | Gervasoni (Mantova) |

|                    |           |                                              |
| Pinilla 17’ (rig.) | Marcatori | 30’ Pavoletti 57’ Bertolacci 61’, 73’ Falque |

| Arbitro: | Tagliavento (Terni) |

|                                       |           |                        |
| Pavoletti 24’ Lestienne 41’ Kucka 89’ | Marcatori | 19’ Icardi 30’ Palacio |

| Arbitro: | Cervellera (Taranto) |

|                          |           |               |
| Berardi 3’ Zaza 18’, 32’ | Marcatori | 41’ Pavoletti |

### Coppa Italia

#### Turni preliminari
| Arbitro: | Doveri (Roma) |

|  |           |                    |
|  | Marcatori | 30’ (rig.) Pinilla |

| Arbitro: | Di Bello (Brindisi) |

|                           |           |  |
| Laxalt 4’ Mch'edlidze 73’ | Marcatori |  |

## Statistiche

### Statistiche di squadra
Statistiche aggiornate al 31 maggio 2015.
| Competizione | Punti | In casa | In casa | In casa | In casa | In casa | In casa | In trasferta | In trasferta | In trasferta | In trasferta | In trasferta | In trasferta | Totale | Totale | Totale | Totale | Totale | Totale | D.R |
| Competizione | Punti | G       | V       | N       | P       | GF      | GS      | G            | V            | N            | P            | GF           | GS           | G      | V      | N      | P      | GF     | GS     | D.R |
| ------------ | ----- | ------- | ------- | ------- | ------- | ------- | ------- | ------------ | ------------ | ------------ | ------------ | ------------ | ------------ | ------ | ------ | ------ | ------ | ------ | ------ | --- |
| Serie A      | 59    | 19      | 9       | 6       | 4       | 33      | 21      | 19           | 7            | 5            | 7            | 29           | 26           | 38     | 16     | 11     | 11     | 62     | 47     | 15  |
| Coppa Italia | -     | 1       | 0       | 0       | 0       | 0       | 0       | 2            | 1            | 0            | 1            | 1            | 2            | 2      | 1      | 0      | 1      | 1      | 2      | −1  |
| Totale       | -     | 19      | 9       | 6       | 4       | 33      | 21      | 21           | 8            | 5            | 8            | 30           | 28           | 40     | 17     | 11     | 12     | 63     | 49     | 14  |

### Andamento in campionato
| Giornata  | 1  | 2  | 3 | 4 | 5  | 6  | 7  | 8 | 9 | 10 | 11 | 12 | 13 | 14 | 15 | 16 | 17 | 18 | 19 | 20 | 21 | 22 | 23 | 24 | 25 | 26 | 27 | 28 | 29 | 30 | 31 | 32 | 33 | 34 | 35 | 36 | 37 | 38 |
| --------- | -- | -- | - | - | -- | -- | -- | - | - | -- | -- | -- | -- | -- | -- | -- | -- | -- | -- | -- | -- | -- | -- | -- | -- | -- | -- | -- | -- | -- | -- | -- | -- | -- | -- | -- | -- | -- |
| Luogo     | C  | T  | C | T | C  | T  | C  | T | C | T  | T  | C  | T  | C  | C  | T  | C  | T  | C  | T  | C  | T  | C  | T  | C  | T  | C  | T  | C  | C  | T  | C  | T  | T  | C  | T  | C  | T  |
| Risultato | P  | N  | V | N | P  | V  | N  | V | V | V  | N  | N  | V  | V  | P  | P  | N  | P  | N  | P  | N  | V  | V  | N  | V  | N  | P  | P  | N  | V  | P  | V  | V  | P  | V  | V  | V  | P  |
| Posizione | 15 | 15 | 9 | 8 | 11 | 11 | 10 | 9 | 9 | 6  | 6  | 5  | 4  | 3  | 5  | 6  | 5  | 7  | 7  | 7  | 9  | 7  | 6  | 6  | 6  | 7  | 7  | 9  | 9  | 7  | 7  | 7  | 7  | 7  | 6  | 6  | 6  | 6  |

Fonte:  Serie A – Classifiche, su sport.sky.it, sport.sky.it (archiviato dall'url originale l'11 settembre 2014).
Legenda:

Luogo: C = Casa; T = Trasferta. Risultato: V = Vittoria; N = Pareggio; P = Sconfitta.